# ابراهیم بن احمد سامانی
ابراهیم بن احمد (درگذشته سده دهم میلادی)، برای دوره کوتاهی در سال ۹۴۷ میلادی امیر سامانیان بود. او پسر احمد سامانی بود.
ابراهیم برادری به نام نصر دوم سامانی داشت که در سال ۹۱۴ میلادی جانشین احمد به جايگاه فرمانروای سامانیان شد. در سال ۹۴۳ میلادی، پسر نصر، نوح يكم، جانشین او شد.
در این دوره، ابراهیم در دربار حمدانیان در عراق زندگی می‌كرد.
در سال ۹۴۵، نوح يكم پس از شنیدن شکایاتی درباره فرمانروايی خشن ابوعلی چغانی، او را از فرمانرانی خراسان برکنار کرد و خواست یک ترک، ابراهیم بن سیمجوری، را جایگزین او کند.
ابوعلی چغانی از پذیرش برکناری، خودداری کرد و شورش نمود.
سپس ابراهیم را برانگيخت و با خود هم‌آوا كرد که از عراق بیاید، ابراهيم نیز پذیرفت؛ ابراهیم در آغاز به تکریت و سپس به همدان رفت و سپس به بخارا، پایتخت سامانیان رسید، که با کمک ابوعلی چغانی در سال ۹۴۷ آن را گرفت و در جايگاه فرمانروای سامانیان تاجگذاری کرد.
شورش ابراهیم و ابوعلی زود در سراسر سرزمين سامانی، حتی تا ری در جبال، گسترش یافت.
تاج‌وتخت ابراهیم خیلی زود از سوی خلیفه عباسی شناسايی شد.
با این همه مردم بخارا دوستش نمی‌داشتند و نوح به زودی با بازپس گیری شهر و کور کردن ابراهیم و دو برادرش واکنش نشان داد. سرنوشت ابراهیم روشن نیست.

## منبع
- Frye, R.N. (1975). "The Sāmānids".  In Frye, R.N. (ed.). The Cambridge History of Iran, Volume 4: From the Arab Invasion to the Saljuqs. Cambridge: Cambridge University Press. pp. 136–161. ISBN 0-521-20093-8.
- Josef W. Meri, Wilferd Madelung, Farhad Daftary (2003). Culture and Memory in Medieval Islam: Essays in Honor of Wilferd Madelung. I.B.Tauris. pp. 1–464. ISBN 9781860648595.